# 53-й батальон Канадского экспедиционного корпуса
53-й батальон Канадского экспедиционного корпуса — подразделение Канадского экспедиционного корпуса во время Первой мировой войны.

## История
Батальон был сформирован 7 ноября 1914 г. и проводил рекрутирование в Принс-Альберте, Саскатуне, Батлфорде, Мелфорте, Виннипеге и на прилегающих территориях Саскачеваны, Манитобы. Отплыл в Великобританию 29 марта 1916 г. Основной задачей подразделения была обеспечить подкрепление Канадскому корпусу в полевых условиях. Батальон был расформирован 12 октября 1917 г.
Командовал с 1 апреля по 1 августа 1916 г. подполковник Р. М. Деннистоун.

## Награды
Орден театра военных действий «Великая война 1916—1917 гг».